# پل گوگن کروزس
پل گوگن کروزس (انگلیسی: Paul Gauguin Cruises) شرکت ترابری آمریکایی است، که در سال ۱۹۹۸ تأسیس شد.